# Oeteta
Oeteta is een bestuurslaag in het regentschap Kupang van de provincie Oost-Nusa Tenggara, Indonesië. Oeteta telt 2482 inwoners (volkstelling 2010).